# Milou Stoop
Milou Stoop (Zevenbergen, 23 juli 1987) is een Nederlands presentatrice , werkzaam bij het NOS Jeugdjournaal.

## Carrière
Stoop begon haar carrière in 2015 als verslaggever bij het Zapp Weekjournaal. Hierna werd zij in 2017 verslaggever bij het NOS Jeugdjournaal. In het jaar 2021 presenteerde zij een kinderpersconferentie met Mark Rutte.